# Thomas Hultmann
Thomas Hultmann født 1959 er en tidligere dansk atlet medlem af Ballerup Atletik Klub og fra 1985 i Trongårdens IF. Han vandt bronze på 100 meter ved de Danske mesterskaber i atletik 1983, med karrierens bedste tid 10,72 og han var samme år på 4 x 100 meter-landsholdet.
Hultmann er siden 1982 lokomotivfører hos DSB.   

## Danske mesterskaber
- Bronze 1983 100 meter 10,72

## Personlige rekorder
- 100 meter: 10,72 1983
- 200 meter: 21,46 1984
- 400 meter: 48,3h 1984